# Đối tác kinh doanh
Đối tác kinh doanh (Business partner) hay đối tác làm ăn hay thường gọi gọn là đối tác là một thực thể thương mại (cá nhân hoặc tổ chức) đặt mối quan hệ liên minh, liên doanh, hợp tác với doanh nghiệp nhằm vào một mục đích nhất định trong kinh doanh. Mối quan hệ này thường được ràng buộc bởi hợp đồng với các điều khoản trách nhiệm, quyền lợi rõ ràng của các bên tham gia. Đối tác trong kinh doanh của một doanh nghiệp có thể là một hoặc nhiều đối tượng như khách hàng, nhà cung cấp chính, kênh trung gian (như đại lý hay cửa hàng nhượng quyền), nhà cung cấp các dịch vụ bổ sung. Hợp tác kinh doanh với một đối tác nào đó là một trong những cách thức hiệu quả và rất phổ biến để phát triển hoạt động kinh doanh của các doanh nghiệp. 

## Ý nghĩa
Bên cạnh việc mở rộng khách hàng, quan hệ đối tác chiến lược cũng cho phép các doanh nghiệp cung cấp thêm được nhiều giá trị cho khách hàng hiện hữu của mình. Những mối quan hệ hợp tác kinh doanh phần lớn đều đem đến nhiều lợi ích cho doanh nghiệp và phù hợp với nhiều quy mô cũng như mô hình hoạt động, miễn là các bên đối tác luôn tích cực trong việc xây dựng, vun bồi và tận dụng tối đa mối quan hệ đã được thiết lập. Đối tác sẽ không trả tiền cho sản phẩm/dịch vụ của doanh nghiệp, mà đối tác là mối quan hệ chia sẻ, cùng đạt được mục đích. Các đối tác trong quan hệ hợp tác làm việc cùng nhau để giúp nhau đạt được mục tiêu chung, như cùng có lợi từ tài chính, thương hiệu hoặc thậm chí nâng cao các đề xuất kinh doanh tổng thể.
Không chỉ là mối quan hệ chiến lược đơn thuần, đối tác kinh doanh chính là nhân tố mang lại sự độc đáo và giúp phát triển tầm nhìn cho doanh nghiệp của mình thay vì lựa chọn độc bước trên hành trình kinh doanh. Niềm tin là một phần không thể thiếu trong các mối quan hệ kinh doanh. Nguồn vốn, tài sản hay chuyên môn đều rất quan trọng việc xây dựng doanh nghiệp hợp tác, nhưng chúng đều sẽ trở nên vô nghĩa nếu đối tác không thể thực hiện những cam kết và ý muốn đã đề ra của cả hai. Thiết lập được một mối quan hệ đối tác thành công và đảm bảo rằng nó có khả năng phát triển là rất cần thiết, nhưng chúng cũng không thể đảm bảo rằng sẽ thành công mà mỗi bên phải duy trì sự giao tiếp cởi mở và thường xuyên cũng như những tương tác cá nhân giữa các cấp lãnh đạo nhiều nhất có thể.